# Grand Chasms
Die Grand Chasms (englisch für Große Spalten) waren zwei oder mehr tiefe Gletscherspalten inmitten des antarktischen Filchner-Ronne-Schelfeises. Sie erstreckten sich unmittelbar westlich der Touchdown Hills in westlicher Richtung über ein Gebiet von rund 100 km Länge und zwischen 0,4 und 5 km Breite. Die Gletscherspalten waren die bislang einzig bekannten nennenswerten Verwerfungen im Filchner-Ronne-Schelfeis.
Teilnehmer der Commonwealth Trans-Antarctic Expedition (1955–1958) unter der Leitung des britischen Polarforschers Vivian Fuchs entdeckten sie. Der US-amerikanische Seismologe Edward C. Thiel benannte sie deskriptiv im Zuge einer im Jahr 1957 von der Ellsworth-Station aus durchgeführten Erkundung. 
Landsat-Aufnahmen vom März 1986 zeigten ein massives Kalben des Schelfeises in der Umgebung der Spalten, so dass sie heute nicht mehr existieren.